# Drapetis ephippiata
Drapetis ephippiata är en tvåvingeart som först beskrevs av Fallen 1815.  Drapetis ephippiata ingår i släktet Drapetis och familjen puckeldansflugor. Arten är reproducerande i Sverige. Inga underarter finns listade i Catalogue of Life.